# Sommieria
Genre
Classification phylogénétique
Espèces de rang inférieur
- Sommieria leucophylla

Sommieria est un genre de la famille des Arecaceae (Palmiers) comprenant une seule espèce : Sommieria leucophylla originaire de la Nouvelle-Guinée. Ce nom rend hommage à Stefano Sommier,un botaniste Italien .

## Classification
- Sous-famille des Arecoideae
  - Tribu des Pelagodoxeae

## Espèces
- Sommieria leucophylla